# Кремницькі-Верхи
Кремницькі-Верхи (Kremnické vrchy) — гірський масив в Словаччині; геоморфологічна підодиниця масиву Словацькі Середні гори. Найвища точка — гора Флохова (1317 метрів).. Місце розташування — Банськобистрицький край і Жилінський край.
Геоморфологічні підодиниці —
- Кунешовські пагорби
- Малаховське передгір'я
- Туровське передгір'я
- Флоховський хребет
- Ястрабська верховина

Протікає Бадінський потік.